# Ricardo Velho
Mário Ricardo Silva Velho (Vila Nova de Famalicão, 20 agosto 1998) è un calciatore portoghese, portiere del Farense.

## Carriera
Il 23 agosto 2017 Velho ha fatto il suo debutto professionistico con il Braga B in un incontro di Segunda Liga contro il Penafiel.
Il 31 luglio 2020 si è trasferito al Farense con cui ha firmato fino al 2022.

## Statistiche

### Presenze e reti nei club
Statistiche aggiornate al 23 settembre 2023.
| Stagione        | Squadra         | Campionato      | Campionato | Campionato | Coppe nazionali | Coppe nazionali | Coppe nazionali | Coppe continentali | Coppe continentali | Coppe continentali | Altre coppe | Altre coppe | Altre coppe | Totale | Totale | Totale |
| Stagione        | Squadra         | Comp            | Pres       | Reti       | Comp            | Pres            | Reti            | Comp               | Pres               | Reti               | Comp        | Pres        | Reti        | Pres   | Reti   |        |
| --------------- | --------------- | --------------- | ---------- | ---------- | --------------- | --------------- | --------------- | ------------------ | ------------------ | ------------------ | ----------- | ----------- | ----------- | ------ | ------ | ------ |
| 2017-2018       | Braga B         | SL              | 2          | -?         |                 | -               | -               |                    | -                  | -                  |             | -           | -           | 2      | -?     |        |
| 2018-2019       | Braga B         | SL              | 0          | 0          |                 | -               | -               |                    | -                  | -                  |             | -           | -           | 0      | 0      |        |
| 2019-2020       | Braga B         | CdP             | 9          | -?         |                 | -               | -               |                    | -                  | -                  |             | -           | -           | 9      | -?     |        |
| 2020-2021       | Farense         | SL              | 0          | 0          | CP+Cdl          | 0               | 0               |                    | -                  | -                  |             | -           | -           | 0      | 0      |        |
| 2021-2022       | Farense         | SL              | 12         | -?         | CP+Cdl          | 2+0             | -?              |                    | -                  | -                  |             | -           | -           | 14     | -?     |        |
| 2022-2023       | Farense         | SL              | 22         | -?         | CP+Cdl          | 0+1             | -?              |                    | -                  | -                  |             | -           | -           | 23     | -?     |        |
| 2023-2024       | Farense         | PL              | 6          | -?         | CP+Cdl          | 0+2             | -?              |                    | -                  | -                  |             | -           | -           | 7      | -?     |        |
| Totale carriera | Totale carriera | Totale carriera | 51         | -?         |                 | 5               | -?              |                    | -                  | -                  |             | -           | -           | 56     | -?     |        |